# Club Atlético Nacional (Floresta)
El Club Atlético Nacional fue un club de fútbol de la ciudad de Buenos Aires, Argentina. Fundado en 1905, se destacó por su ascenso a la Primera División de Argentina durante el amateurismo.

## Historia
El club fue fundado en 1905 en el barrio de Floresta bajo el nombre de Club Harrods Gath y Chaves por personal de la tienda homónima que funcionaba en la ciudad desde finales del siglo XIX. En 1907, debido a que no le permitían usar su nombre comercial cambió su nombre.

### Primeros años
En 1905 se afilia a la Argentine Football Association y se incorpora en la Tercera División, certamen de tercera categoría donde competían juveniles, y participa en la segunda sección.
El 14 de mayo hace su debut en el campeonato de fútbol argentino ante el tercer equipo de Estudiantes, venciendo por 2 a 1. Durante el certamen enfrentó por primera vez a uno de los cinco grandes, al Racing Club, cayendo por 4 a 1 de local y el 8 de septiembre en el estadio de Racing.
El 25 de mayo hizo su debut en una Copa de Competencia, en la Ronda Previa de la Copa El Diario, donde cayó por 5 a 0 ante el segundo equipo de América.

#### Paso a Segunda División
En 1906 vuelve a competir en Tercera División, donde también incorporó a un segundo equipo. El 29 de abril abrió la temporada con un abultado 7 a 0 sobre Banfield en Floresta. Luego jugaría ante el segundo equipo de Estudiantil Porteño, cayendo por 3 a 1 de local pero triunfando por 5 a 0 en Recoleta; para triunfar en los demás partidos de la sección B, con abultadas goleadas en la mayoría de ellos, destacándose el 12 a 0 al tercer equipo de San Martín. Por su parte, el segundo equipo realizó una campaña idéntica, destacándose los triunfos ante el segundo equipo de River Plate por 5 a 0 de local y por 2 a 0 en La Boca.
Ambos equipos ganaron sus secciones y se clasificaron a semifinales, donde el primer equipo cayó ante Gimnasia y Esgrima por 2 a 1; pero el segundo equipo venció a Atlanta por 2 a 0, clasificando a la final, donde terminaría cayendo ante Gimnasia por 2 a 0.
Por la Copa de Competencia El Diario consiguió alcanzar los cuartos de final, al vencer al tercer equipo de Estudiantes, donde cayó por 3 a 1 ante Atlanta.
La gran campaña le permitió al club tener a 2 equipos en el podio del campeonato, y lo animó a enfrentar un nuevo reto: la Segunda División.

### Ascenso a Primera División
En 1907 comienza una nueva etapa para el club, que pasó a llamarse Nacional debido a que la Asociación no permitía nombres comerciales, y para el certamen de segunda categoría se incorporó con dos equipos, el principal en la Sección C, y la reserva en la Sección B. Mientras que en Tercera División incorporó un tercer equipo.
El 21 de abril hizo su debut en la Segunda División; la reserva fue a Recoleta a visitar a Estudiantil Porteño donde perdió, mientras que el equipo principal visitó Avellaneda y tuvo su revancha ante Racing, venciendo por 1 a 0. Durante el certamen enfrentó y venció a las reservas de Alumni, Belgrano y Lomas, considerados los 3 grandes de la primera etapa del amateurismo. También tuvo su revancha ante Gimnasia, a quien venció en ambos encuentros. El 2 de junio igualó de local con Racing, siendo su único empate; finalizando la sección primero e invicto, y accedió a las semifinales. Por su parte, la reserva no tuvo una buena campaña, cayendo en la mayoría de sus encuentros, entre ellos, ante Independiente por 2 a 1 en Crucecita.
El 1 de noviembre abrió las semifinales en el estadio de Ferro, donde enfrentó a la reserva de Quilmes, que había vencido a su reserva en ambos encuentros. Con 2 goles de Hernán Rodríguez, venció por 2 a 1 y se clasificó a la final.
El 10 de noviembre se jugó la final del campeonato, Nacional debió medirse ante River Plate en el estadio de Ferro y, tras 25 minutos jugados, Hernán Rodríguez anotó el gol del triunfo para Nacional, que se consagró campeón por primera vez en su historia y obtuvo el ascenso a la máxima categoría.
El 16 de junio hizo su debut en los Octavos de final de la Copa de Competencia Adolfo Bullrich, venciendo por 2 a 0 a Villa Ballester con goles de Borsalino; mientras que el 21 de julio venció a su reserva por 2 a 0, con goles de Hernán Rodríguez. Sin embargo, no pudo vencer a Gimnasia en semifinales, con quien igualó 1 a 1, y terminó cayendo en tiempo extra.

### Debut en Primera División

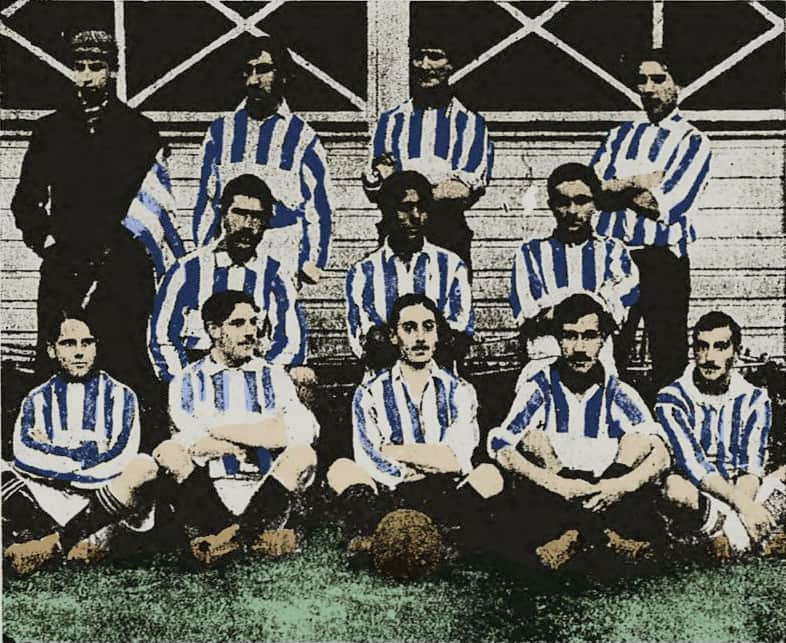
Formación de Nacional, campeón en 1907.

El sueño máximo de Nacional se había hecho realidad: de aquella endeble campaña en la Tercera División 3 años antes, pasó a competir en la Primera División;  resultado del esfuerzo y de las exitosas campañas en los últimos 2 años, donde triunfó en al menos 29 de los 33 partidos disputados.
Sin embargo, su debut en la máxima categoría se vio retrasado por un problema: su estadio. El 7 de abril disputa un encuentro amistoso ante Quilmes, cubierto por el Buenos Aires Herald. Cuatro días después, el diario La Nación comentaba sobre los informes que empieza a recibir el Consejo Directivo de la AFA sobre la situación de las canchas, y ordena entre varias medidas reglamentarias utilizar cal para marcar las líneas. El 26 de abril iniciaba el campeonato, mientras que la Argentine Football Association le exigía a Nacional las reformas de su cancha; y el 4 de mayo, la AFA le otorgó un plazo de 2 semanas para que realizara los arreglos necesarios.
Finalmente, el 10 de mayo viaja a Campana a disputar su primer partido en la máxima categoría. Allí enfrentó a Reformer, que venía de igualar ante Lomas. Con goles de Hernán Rodríguez, Federico Gómez y Silvio Politano, Nacional consiguió su primer triunfo por 3 a 1. Mientras tanto, el club envía una carta al Consejo Directivo, respondiendo a las demandas realizadas por el inspector Mariano Reyna.
El 17 de mayo, junto a la final de Segunda y el partido inaugural de la semana anterior, fue un día que pasaría a la historia del club. Viaja a Lomas de Zamora y enfrenta al Lomas Athletic Club, multicampeón del fútbol argentino en su génesis y, con un doblete de Federico Gómez y un gol Domingo Borsalino, Nacional goleó a Lomas por 3 a 0. Este histórico triunfo sería, lamentablemente, su último partido en Primera División.

#### La desafiliación
|                                                     | \| Pos. \| Equipo \| Pts. \| J \| G \| E \| P \| GF \| GC \| DG \| \| ---- \| -------------------- \| ---- \| - \| - \| - \| - \| -- \| -- \| -- \| \| 1.° \| Estudiantes \| 6 \| 3 \| 3 \| 0 \| 0 \| 12 \| 5 \| 7 \| \| 2.° \| Nacional \| 4 \| 2 \| 2 \| 0 \| 0 \| 6 \| 1 \| 5 \| \| 2.° \| San Isidro \| 4 \| 2 \| 2 \| 0 \| 0 \| 6 \| 1 \| 5 \| \| 2.° \| Alumni \| 4 \| 2 \| 2 \| 0 \| 0 \| 6 \| 1 \| 5 \| \| 5.° \| Belgrano \| 4 \| 3 \| 2 \| 0 \| 1 \| 13 \| 9 \| 4 \| \| 6.° \| Argentino de Quilmes \| 2 \| 2 \| 1 \| 0 \| 1 \| 4 \| 3 \| 1 \| \| 7.° \| Quilmes \| 2 \| 2 \| 1 \| 0 \| 1 \| 10 \| 10 \| 0 \| \| 8.° \| San Martín \| 2 \| 3 \| 1 \| 0 \| 2 \| 7 \| 14 \| -7 \| \| 9.° \| Reformer \| 1 \| 3 \| 0 \| 1 \| 2 \| 3 \| 6 \| -3 \| \| 10.° \| Lomas \| 1 \| 3 \| 0 \| 1 \| 2 \| 1 \| 6 \| -5 \| \| 11.° \| Porteño \| 0 \| 3 \| 0 \| 0 \| 3 \| 6 \| 14 \| -8 \| |      |   |   |   |   |    |    |    |
| Tabla de posiciones tras la jornada del 17 de mayo. | |      |   |   |   |   |    |    |    |
| Pos.                                                | Equipo | Pts. | J | G | E | P | GF | GC | DG |
| 1.°                                                 | Estudiantes | 6    | 3 | 3 | 0 | 0 | 12 | 5  | 7  |
| 2.°                                                 | Nacional | 4    | 2 | 2 | 0 | 0 | 6  | 1  | 5  |
| 2.°                                                 | San Isidro | 4    | 2 | 2 | 0 | 0 | 6  | 1  | 5  |
| 2.°                                                 | Alumni | 4    | 2 | 2 | 0 | 0 | 6  | 1  | 5  |
| 5.°                                                 | Belgrano | 4    | 3 | 2 | 0 | 1 | 13 | 9  | 4  |
| 6.°                                                 | Argentino de Quilmes | 2    | 2 | 1 | 0 | 1 | 4  | 3  | 1  |
| 7.°                                                 | Quilmes | 2    | 2 | 1 | 0 | 1 | 10 | 10 | 0  |
| 8.°                                                 | San Martín | 2    | 3 | 1 | 0 | 2 | 7  | 14 | -7 |
| 9.°                                                 | Reformer | 1    | 3 | 0 | 1 | 2 | 3  | 6  | -3 |
| 10.°                                                | Lomas | 1    | 3 | 0 | 1 | 2 | 1  | 6  | -5 |
| 11.°                                                | Porteño | 0    | 3 | 0 | 0 | 3 | 6  | 14 | -8 |

Finalmente el 20 de mayo se realizó la inspección de la cancha. Nacional había hecho varios arreglos para adecuar el lugar, como cercar la cancha pará evitar invasiones y mejoras en los baños y vestuarios.
El 23 de mayo se anuncian los partidos del día 24, entre los que estaban el de Nacional ante Quilmes en Floresta, y el mismo encuentro en cancha de Quilmes por la Segunda División entre los equipos de reserva. Sin embargo, esa misma noche, el Consejo Directivo se reúne para resolver la situación de Nacional a partir de los informes del inspector Reyna, y resuelve quitarle la afiliación al club por no tener el campo de juego en condiciones, descalificando al equipo de Primera División y a sus equipos alternativos de las demás divisiones.

Teniendo en cuenta las pocas comodidades del field y el informe de los comisionados, el consejo resolvió retirar la afiliación concedida al Club Nacional, de acuerdo con la prescripción del artículo 9, inciso B, del reglamento interno.
Comunicado del Consejo Directivo de la AFA
23 de mayo de 1908

Según el reglamento, el Consejo Directivo podía haber decidido que Nacional ejerza de local en otro campo de juego, según el artículo 22; y el club podía apelar el fallo si obtiene el apoyo del 25% de la delegación votante y convoca a una Asamblea General. El 25 de mayo, La Nación comentaba que Alumni apoyaría la apelación del club. Sin embargo, Nacional prefirió continuar su discusión con el Consejo; mientras que el Buenos Aires Herald, 31 de mayo, apoya la decisión del Consejo y sugiere que para la próxima se resuelva la situación antes del inicio de los campeonatos. Finalmente, el 11 de junio se convoca a la Asamblea Extraordinaria, participando los mismos delegados de la Asamblea del 31 de marzo, y se resuelve una nueva inspección del campo de juego para el 12 de junio.
El 12 de junio se realiza la nueva inspección, integrada por Leslie, Dickinson, Guppy y el vicepresidente Reyna. El día 13 se redacta y publica el informe señalando que hubo mejoras en el campo de juego en base a las reformas solicitadas; sin embargo, el mismo aún no cumple con las medidas necesarias para ser habilitado, y entre sus faltas se encuentran las dimensiones del campo de juego. Finalmente, el Consejo termina resolviendo al desafiliación del club de la Asociación, por lo que también son expulsados los equipos que estaban compitiendo en Segunda y Tercera División. A pesar de que Chevallier Boutell, presidente honorario de la Association, intercedió por el club, la misma se mantuvo firme en su decisión.

#### El destino de los jugadores
Todo jugador debe ser socio efectivo del club por el cual juega, y salvo las disposiciones de los artículos 19, 20 y 21, no podrá jugar por más de un club durante la temporada.
Art. 14 del Reglamento General.

Con la desafiliación de Nacional, los jugadores habían quedado a disposición de que otros clubes los incorporaran. A pesar de que el reglamento impedía que otros clubes pudieran incorporar jugadores que ya habían actuado en otro durante la temporada, en el caso de Nacional el reglamento resultaba ambiguo. Finalmente, como el club ya no se encontraba afiliado a la AFA, tampoco estaba en la órbita de su reglamento, por lo que el Consejo Directivo dio visto bueno a la incorporación de los jugadores.
Uno de los principales clubes en incorporar jugadores de Nacional fue River Plate. Mediante las gestiones de Enrique Salvarezza, dirigente del club y de la AFA, gran parte del plantel fue incorporado y comenzó a actuar en el club, empezando por la disputa de los cuartos de final de la Copa Bullrich, apenas un día después de la desafiliación de Nacional. En aquel encuentro, el equipo finalmente terminó cayendo por 4 a 2 ante Quilmes y quedó eliminado; pero aun así, fue la base del plantel que disputó el campeonato de Segunda División y obtuvo el ascenso a Primera División. También fue base de la defensa y mediocampo del equipo que compitió en Primera División en 1909 y con el que logró derrotar al imbatible Alumni. Además, el club también adaptó las camisetas de Nacional de los jugadores incorporados, pintando las franjas azules de rojo, lo que dio base a la futura camiseta alternativa del club de Nuñez.
Otro club que incorporó jugadores fue San Martín, equipo con el que hubiese competido en la Copa Campeonato de aquel año. El club había incorporado a Adolfo Túla, que formó parte del equipo que venció a Porteño el 10 de mayo, un mes antes de la desafiliación de Nacional. Por su parte, Porteño reclamó los puntos debido a esto, pero el Consejo Directivo falló a favor de San Martín. Otros equipos que incorporan jugadores son Estudiantes, que incorporó a los delanteros Borsalino y Rodríguez, y Argentino de Quilmes, que incorporó al arquero José Buruca Laforia.

### El retorno a la AFA
Tras la desafiliación, el 4 de septiembre de 1908, la dirigencia del club comenzó a reorganizarlo de cara a la siguiente temporada. Finalmente, el club vuelve a afiliarse a la Association y se incorpora a la Segunda División.

#### Ascenso a División Intermedia
El 5 de mayo de 1910 vuelve a competir bajo la órbita de la Association y se enfrenta por primera vez a Boca Juniors por la Copa Bullrich. En el partido, que se disputa en el campo de juego del xeneize, logra triunfar por 1 a 0 con gol de Sayanes a los 31 minutos. Apenas tres días después, vuelve a enfrentar al club de La Boca en su cancha, por la segunda fecha del campeonato de Segunda División, empatando 1 a 1 con un nuevo tanto de Sayanes. El 12 de junio visita a Independiente II y consigue una abultada victoria por 8 a 1. El 10 de julio recibe a Boca Juniors y, con goles de García y Voto, le pone fin al invicto de la visita vendiéndolo por 2 a 1. El 18 de septiembre recibe a Independiente II y lo vence por 3 a 1.
Logrando quedar entre los dos mejores de su sección junto a Boca, se enfrenta a ante estos por un lugar en las semifinales del campeonato. El 8 de diciembre, en el estadio de Gimnasia, luego de mantener la paridad durante el primer tiempo, el equipo cae derrotado por 3 a 0. Para 1911, la Association decide reestructurar las divisiones y constituye la División Intermedia, promoviendo a la misma a ocho participantes de la Segunda División, incluyendo a Nacional.

#### Nueva conquista
El 3 de abril de 1911 hace su debut en la División Intermedia visitando a Boca Juniors: tras un cerrado empate sin goles en el primer tiempo, Morroni abre el marcador para los locales a los 10 minutos con un gol en contra y dos minutos después es expulsado Mariani; a pesar de la desdicha, Nacional logra dar vuelta el marcador con los goles de Pedacci a los 30 minutos y de Morroni a los 37. Al buen inicio le continuaron los triunfos ante Ferro Carril Oeste en Caballito y ante Independiente en Parque Olivera.
El 4 de junio llegó la primera derrota ante Estudiantes de La Plata por 3 a 1 de local, y el 11 igualó 1 a 1 con Independiente en Crucecita, pero pudo cerrar el mes triunfando ante Argentino de Quilmes y Ferro, con un abultado 5 a 0 ante este último.
El 29 de junio recibió nuevamente a Estudiantes de La Plata, pero esta vez por los cuartos de final de la Copa Bullrich, triunfando por 2 a 1. Por el campeonato vuelve a sufrir una nueva derrota, ante Estudiantil Porteño por 2 a 1 en Parque Olivera, lo que complica su disputa por el título y ascenso.
El 16 de julio se enfrenta a Independiente, en cancha de Estudiantil Porteño, por las semifinales de la Copa Bullrich, y con gol de Colonello logra clasificarse por primera vez a la final.
Durante agosto y septiembre  por el campeonato, empata con Kimberley, Banfield y Argentino de Quilmes, mientras que logra vencer nuevamente a Boca Juniors 3 a 2 con goles de Sciamarella, en dos ocasiones, y Laguna.
El 30 de agosto se enfrenta, en la cancha de Racing, a Estudiantil Porteño por la final de la Copa Bullrich. Tras 12 minutos de juego, Nacional logra abrir el marcador con el gol de Mariani, yéndose al descanso en ventaja. En el segundo tiempo, Castelao puso el 2 a 0 a los 20 minutos, aunque la ventaja fue rápidamente reducida con el gol de Estudiantil; pero a los 36 minutos, Sciammarella anotó el 3 a 1 definitivo, que le dio su segunda y última conquista al club.
Por el campeonato, logra triunfar en sus dos encuentros ante Comercio, manteniendo sus posibilidades de ascenso. El 15 de octubre, visita a Estudiantes de La Plata en la necesidad de repetir el triunfo en la Copa Bullrich para continuar con posibilidades de salir campeón. Finalmente, mientras los platenses se imponían por 2 a 0, el equipo decidió retirarse del campo de juego antes del final del partido y, a los pocos días, la Association dio por finalizado el partido, quedando fuera de la pelea del campeonato.
El equipo cerró el campeonato venciendo a Kimberley por 2 a 0 y a Estudiantil Porteño por 4 a 3, y obtuvo los puntos ante Banfield, finalizando en tercer lugar.

### Últimos años
A pesar del buen campeonato realizado en 1911, a lo que se le suma haber ganado la copa de competencia, el equipo fue relegado a Segunda División en 1912 junto a Banfield, que había terminado en zona de descenso. A mediados de aquel año, se desató una crisis interna en la Asociación que se venía postergando de años anteriores, provocando el primer cisma del fútbol argentino y la fuga de varios clubes que se afiliaron a la nueva Federación. Por su parte, los años posteriores del club se volvieron nebulosos.

#### El último campeonato
En 1915, año en que el fútbol volvió a unificarse, el club participa en el torneo de Segunda División. En aquel, realizó una buena campaña en su sección y debió enfrentarse a Nueva Chicago para definir al ganador de la Zona Oeste, que se quedaría con el ascenso. Aquel partido, que se disputó el 17 de octubre en el campo de juego de Barracas, terminó siendo suspendido por los incidentes ocurridos entre los jugadores, mientras Nacional triunfaba por 3 a 0 y obtenía un nuevo ascenso a División Intermedia. Sin embargo, el Consejo Directivo, sin establecer los motivos de los incidentes y basado en que ambos clubes estuvieron involucrados, resolvió la desafiliación de ambos de la Asociación.

## Estadio

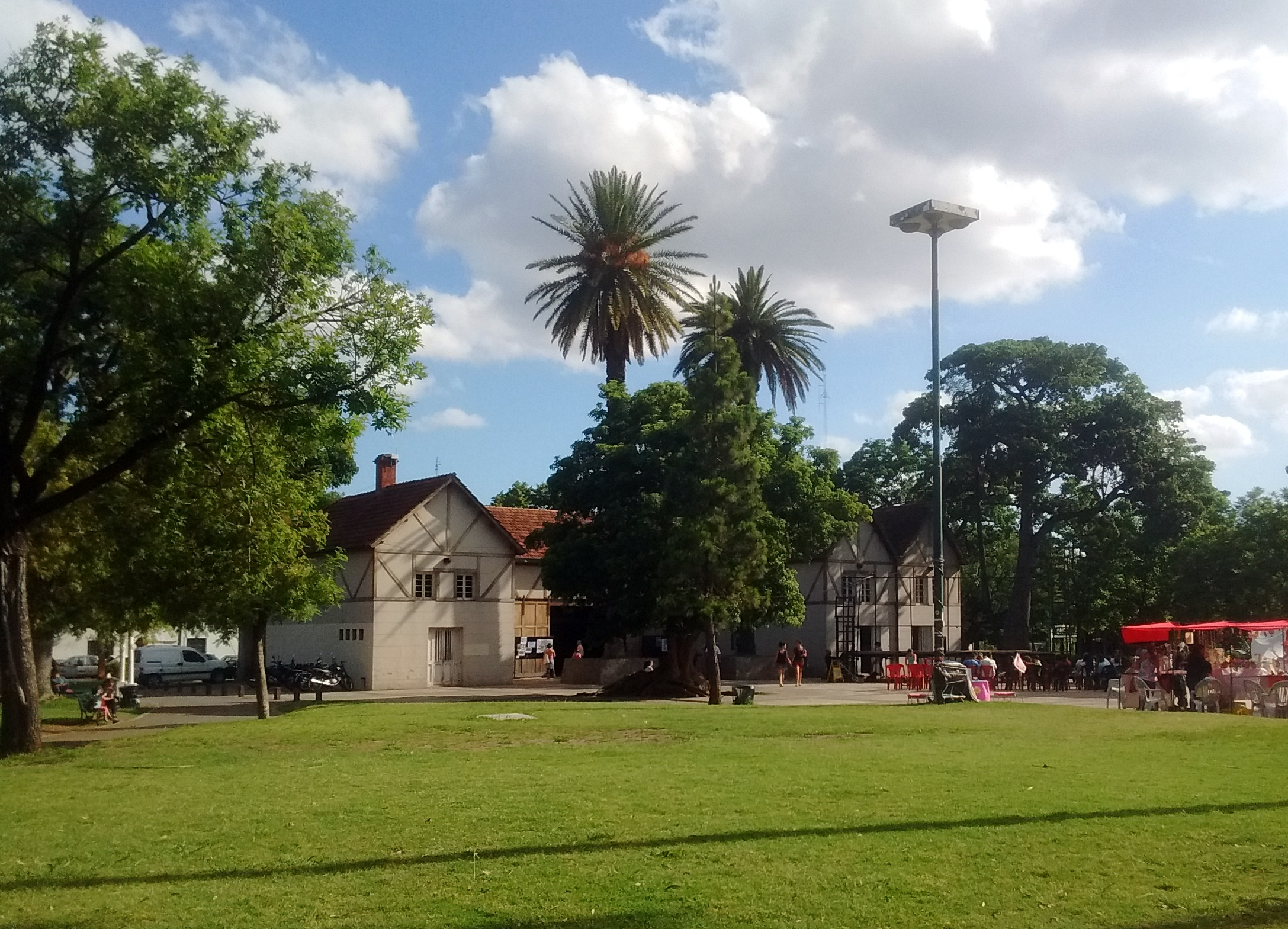
El campo de juego del club se encontraba en las cercanías del Parque Olivera, actualmente denominado Parque Avellaneda.

Nacional tenía su estadio en Floresta, cercano a lo que era el Parque Olivera. En sus alrededores tenía unos eucaliptos cercanos a la cancha que molestaban por sus clásicos conitos, detalles que condicionaron su afiliación en 1908.

## Datos del club

### Cronología lineal

#### Temporadas
- Temporadas en Primera División: 1 (1908)
- Temporadas en segunda categoría: 3
  - Temporadas en Segunda División: 2 (1907 y 1910)
  - Temporadas en División Intermedia: 1 (1911)
- Temporadas en tercera categoría: 4
  - Temporadas en Tercera División: 2 (1905 y 1906)
  - Temporadas en Segunda División: 2 (1912 y 1915)

### Cronología por año
Cronología del club en categorías de la Asociación Argentina de Football:
| Temp. | Div. | Clubes | Pos. | Pts | PJ | PG | PE | PP | GF | GC | DG | Copa                    | Otras copas |
| ----- | ---- | ------ | ---- | --- | -- | -- | -- | -- | -- | -- | -- | ----------------------- | ----------- |
| 1905  | 3D   | 31     | 8°   | 3   | 14 | 1  | 1  | 7  | 7  | 16 | -9 | Ronda Previa (CCED)     | —           |
| 1906  | 3D   | 29     | SF   | 22  | 13 | 11 | 0  | 2  | 75 | 8  | 67 | Cuartos de final (CCED) | —           |
| 1907  | 2D   | 30     | 1°   | 37  | 20 | 18 | 1  | 0  | 27 | 9  | 18 | Semifinales (CCAB)      | —           |
| 1908  | A    | 11     | —    | 4   | 2  | 2  | 0  | 0  | 6  | 1  | 5  | —                       | —           |
| 1910  | 2D   | 36     | CF   |     |    |    |    |    |    |    |    | (CCAB)                  | —           |
| 1911  | DI   | 10     | 3º   | 26  | 18 | 11 | 4  | 3  | 36 | 23 | 13 | Campeón (CCAB)          | —           |
| 1912  | 2D   |        |      |     |    |    |    |    |    |    |    | —                       | —           |
| 1915  | 2D   |        | —    |     |    |    |    |    |    |    |    | —                       | —           |

#### Nacional II
Cronología del segundo equipo en categorías de la Argentine Football Association:
| Temp. | Div. | Clubes | Pos. | Pts | PJ | PG | PE | PP | GF | GC | DG | Copa | Otras copas |
| ----- | ---- | ------ | ---- | --- | -- | -- | -- | -- | -- | -- | -- | ---- | ----------- |
| 1906  | 3D   | 29     | 2°   | 22  | 14 | 10 | 2  | 2  | 38 | 11 | 27 |      | —           |
| 1907  | 2D   | 30     |      |     |    |    |    |    |    |    |    |      | —           |
| 1908  | 2D   |        | —    | —   | —  | —  | —  | —  | —  | —  | —  | —    | —           |

#### Nacional III
Cronología del tercer equipo en categorías de la Argentine Football Association:

## Palmarés
| Organizados por AAF                       | Organizados por AAF | Organizados por AAF |
| Competición nacional                      | Títulos             | Subcampeonatos      |
| ----------------------------------------- | ------------------- | ------------------- |
| Segunda División (1/0)                    | 1907                |                     |
| Copa de Competencia Adolfo Bullrich (1/0) | 1911                |                     |
| Tercera División (0/1)                    |                     | 1906                |